# Raúl Lavié
Raúl Alberto Peralta, más conocido por su nombre artístico Raúl Lavié (Pérez, provincia de Santa Fe; 22 de agosto de 1937), apodado El Negro, es un cantante de tango y actor argentino.

## Biografía
Se inició como cantor de tangos con la orquesta de Héctor Varela. En 1962 fue contratado por Canal 11 de Buenos Aires para encabezar junto a Jolly Land el elenco el programa musical Ritmo y juventud. A fines de ese año fue contratado por Canal 13 para integrar el elenco de El Club del Clan, programa que se haría famoso por impulsar la música rock en español. Lavié debía representar al personaje del «canchero» del grupo, el estereotipo del joven porteño de clase media que «se las sabía todas» y cantaba en castellano temas de Paul Anka.
Ha actuado junto a figuras como Gidon Kremer, Cacho Tirao, Libertad Lamarque, Juan Carlos Copes y Astor Piazzolla, con quien realizaría varias giras mundiales.
Actuó en los más prestigiosos escenarios del mundo; en 1986 se presentó en Broadway obteniendo cuatro nominaciones para el premio Tony, regresando 14 años más tarde para recibir una nueva nominación para dicho premio. Fue nombrado visitante ilustre de Los Ángeles (EE. UU.) y Tokio (Japón), y ciudadano ilustre en Chubut, Bariloche, Mar del Plata y Rosario, en la Argentina. Fue convocado por Fútbol para todos para interpretar junto a Néstor Fabián el himno de Boca Juniors.
Actuó en más de 30 obras de teatro; en televisión, en comedias musicales y telenovelas; en cine, en 17 largometrajes.  Fue protagonista de obras como Hello, Dolly! (musical) y El hombre de La Mancha, en  México, y Annie, Pippin, Jeckyll & Hyde, Martín Fierro, El conventillo de la Paloma, La jaula de las locas,Víctor, Victoria, El violinista en el tejado y Zorba el Griego, en Argentina.  Además, fue protagonista de uno de los musicales argentinos más exitosos de los últimos tiempos, que se representó en todo el mundo: Tango Argentino, de Claudio Segovia y Héctor Orezzoli.
En la Argentina grabó con las más importantes orquestas como las de los maestros Héctor Varela, Héctor Stamponi, Ángel D’Agostino, Osvaldo Piro, Horacio Salgán y Osvaldo Fresedo, entre otros.

## Premios

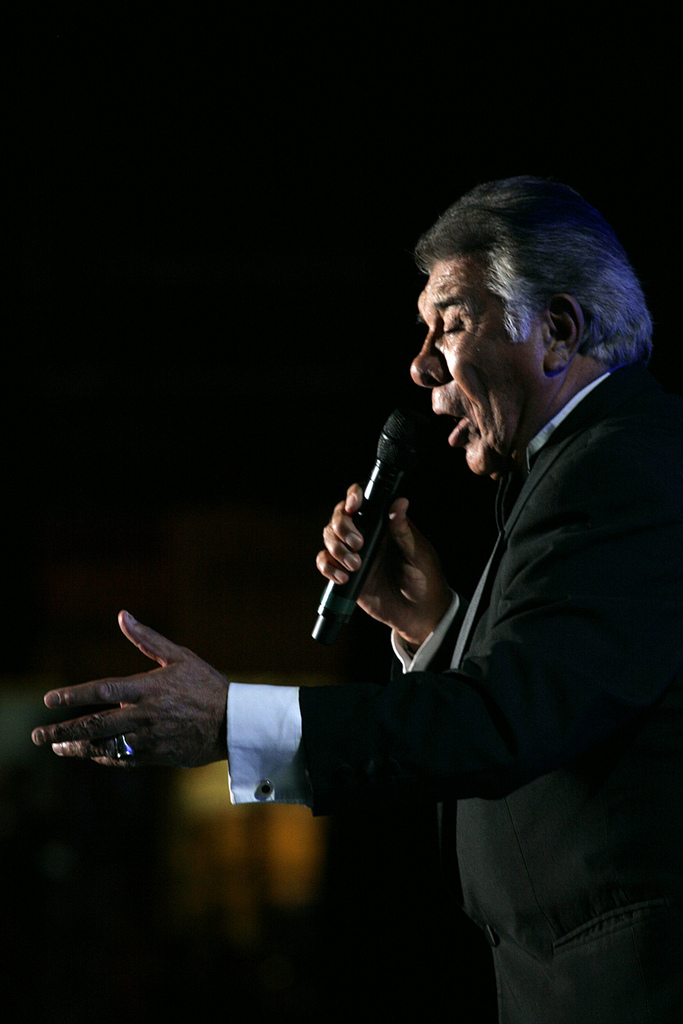
Raúl Lavié cantando en el célebre espectáculo Tango Argentino, cuando fue presentado en Buenos Aires, al pie del Obelisco.

- Premio ACE de Oro 2005: Mejor actividad teatral, por El hombre de La Mancha.[9]
- Premio Konex 2005: Cantante Masculino de Tango.[6]
- Premio Estrella de Mar 2002: Mejor actor protagónico, por La noche de la basura.[10]
- Premio Konex de Platino 1995: Cantante Masculino de Tango.[6]
- Premio Estrella de Mar 2019: Mejor actor protagónico, por La jaula de las locas.[11]
- Premio Estrella de Mar 2019: Estrella de Mar de Oro, por La jaula de las locas.[11]

## Ciudadano ilustre de Rosario y Buenos Aires
Fue declarado Ciudadano Ilustre de Rosario en 2006 por el Concejo Municipal de Rosario, por su empeño y arte por la cultura argentina.
En 2011 fue declarado Ciudadano Ilustre de la Ciudad Autónoma de Buenos Aires por la Legislatura de la Ciudad de Buenos Aires.

## Relaciones familiares
Estuvo casado con la actriz, periodista y modelo Pinky, quien tuvo a sus hijos Leonardo y Gastón.
El 10 de enero de 2019, Su hijo mayor Leonardo, de 45 años de edad, falleció a causa de un cáncer de vejiga.

## Filmografía
- Abrazos, tango en Buenos Aires (2003).[17]
- Historias de amor, de locura y de muerte (1996)
- La ciudad oculta (1989)
- Los gatos (Prostitución de alto nivel) (1985)
- Abierto día y noche (1981)
- La conquista del paraíso (1980) Marcos
- El fantástico mundo de la María Montiel (1978)
- Solamente ella (1975)
- El muerto (1975)
- El Pibe Cabeza (1975) Negro Mota
- Los gauchos judíos (1974)
- Boquitas pintadas (1974)
- Yo gané el prode... y Ud.? (1973)
- La gran ruta (1971)
- Un guapo del 900 (1971)
- Ritmo, amor y juventud (1966)
- Escala musical (1966)
- Muchachos impacientes (1965)
- Club del Clan (1964)

## Televisión
- 1962: El Club del Clan.
- 1963: Festival Odol de la canción.
- 1967: La revista de Dringue.
- 1971: Historias de Nosedonde.
- 1971: Bikinis y Plumas.
- 1973: Corrientes y Marrone.
- 1981: Los especiales de ATC.
- 1981: La sombra.
- 1981: Teatro de humor.
- 1982: Rebelde y Solitario.
- 1982: Como en el teatro.
- 1983: Viva la risa.
- 1993: Dale, Loly!.
- 1994: Mi cuñado.
- 1995: Cha cha cha.
- 1997: Carola Casini.
- 1998: Ricos y famosos.
- 1999: Salvajes.
- 2001: Yago, pasión morena.
- 2002: Franco Buenaventura, el profe.
- 2004: La niñera
- 2009: Herencia de amor.

## Discografía
- 1964: "Tangos por... Raúl Lavié" - GROOVE
- 1971: "...el negro Lavié Tango" - CBS
- 1972: "La ciudad de todos" - Junto a Cacho Tirao - CBS
- 1973: "Raúl Lavié" - MICROFON ARGENTINA S.A.
- 1978: "Porque amo a Buenos Aires" - PHILIPS
- 1979: "El día que me quieras" - PHILIPS
- 1981: "Adiós Nonino" - PHILIPS
- 1985: "Ciclos´85" - PHILIPS
- 1993: "Memoria del Futuro"
- 1995: "Raúl "Polo" Lavié - EMSSA INDUSTRIA ARGENTINA
- 1996: "Gotan" - Junto a Susana Rinaldi
- 2000: "Baile de domingo" - TANGO CITY
- 2003: "Yo soy el negro" - FONOCAL
- 2007: "50 Años No Es Nada" - LUCIO ALFIZ PRODUCCIONES S.R.L."
- 2009: "Baile de Domingo" - SONY / BMG
- 2009: "Los Elegidos" - SONY MUSIC
- 2009: "Las mujeres de Lavié" - LUCIO ALFIZ PRODUCCIONES S.R.L.
- 2012: "Raúl Lavié con el Sexteto Mayor - Tango" - MEDIA MUSIC

## Simples/Singles/EPS/Promocionales
- ????: "Mi otro yo" (EP) - RCA VICTOR
- ????: "Canta a Buenos Aires" (EP) - RCA VICTOR
- ????: "Raúl Lavié - Silvia Maru" (EP) - SUNCASTLE
- ????: "Oh! Mi Señor / La gente" (Simple) - RCA VICTOR
- 1970: "Quiera / El cielo que nunca vi" - MUSIC HALL
- 1974: "Boquitas pintadas - Tema original de la película del mismo nombre" (Simple) - MICROFON ARGENTINA S.R.L.
- 1980: "Adiós Nonino / Jacinto Chiclana" (Simple) PHILIPS